# 宁方亮
宁方亮，江苏徐州人，毕业于中央音乐学院，中国小提琴家。是琥珀四重奏成员之一。现居西班牙，追随奥地利小提琴家君特尔·皮特勒。

## 生平
宁方亮出生在江苏省，曾就读于中央音乐学院附属中学，之后毕业于中央音乐学院，师承林耀基、薛伟。
2013年，宁方亮进入西班牙马德里室内乐音乐学院学习。
2014年，宁方亮参与电影《狼图腾》主题曲《沧浪之歌》的小提琴演奏。

## 音乐节
- 2007年、丹麦“卡尔·尼尔森”音乐节
- 2007年—2009年、日本“小泽征尔音乐塾”
- 2008年、韩国“亚洲青年交响音乐节”
- 2010年、澳大利亚“英康特音乐节”
- 2010年、北京国际现代音乐节”
- 2012年、“奥地利中国文化年”
- 2012年、日本“京都国际学生音乐节”
- 2015年、“蒙特利尔国际弦乐四重奏音乐节”[4]

## 奖项
- 2011年10月、中国中央电视台钢琴小提琴大赛金奖
- 2011年11月、中央音乐学院室内乐比赛金奖、首届全国金钟奖比赛银奖